# Julio Hevia Garrido-Lecca
Julio Hevia Garrido-Lecca (Lima, 20 de mayo de 1953 - Lima, 27 de junio de 2018) fue un catedrático y psicoanalista peruano. 

## Biografía
Hevia se licenció en psicología por la Universidad Nacional Mayor de San Marcos, a la que siguió un máster en Comunicación y Cultura en la Universidad Federal de Río de Janeiro. Se desempeñó como catedrático de las facultades de Comunicación y de Psicología de la Universidad de Lima, donde dio clases durante 38 años. También se desarrolló como politólogo en la Universidad Nacional Mayor de San Marcos y como psicoanalista fundó la Escuela Freudiana de Lima.
También fue el autor de libros como El limeño como estereotipo (1988), Pantallas, frecuencias y escenarios (1994), Lenguas y devenires en pugna. En torno a la posmodernidad (2002), ¡Habla, jugador! Gajes y oficios de la jerga peruana (2008) y Del dicho al hecho. Vigencia y desgaste del saber proverbial (2016). También fue un extraordinario dibujante, con un archivo de más de cien dibujos.
Hevia Garrido-Lecca falleció a los 65 años de edad después de haber estado internado los últimos días en una clínica local.